# Tommy Cash (rappeur)
Cet article concerne le rappeur estonien. Pour le chanteur de country américain, voir Tommy Cash.
Pour les articles homonymes, voir Cash.
Tommy Cash également stylisé en TOMM¥ €A$H, de son vrai nom Tomas Tammemets, est un rappeur, chanteur, producteur et artiste conceptuel estonien né le 18 novembre 1991 à Tallinn. Et 3ème place de L'eurovision 2025 à Bâle Avec L'Estonie et sa chanson Espresso Machiato  

## Biographie
Tommy Cash naît le 18 novembre 1991 dans la capitale estonienne Tallinn et grandit dans le quartier ouvrier à majorité russe de Kopli,. Il a des origines russes par son père, ukrainiennes par sa mère et il a également des origines estoniennes et kazakhes. Durant son enfance, il écoute divers artistes comme Kanye West ou Eminem et se construit une identité de marginal, notamment avec sa passion pour une mode décalée. Il pratique également le graffiti,.  
Danseur, il intègre cette pratique dans ses clips ou sur scène afin de se contorsionner[pas clair]. Son univers se construit comme la rencontre entre le bloc soviétique et le hip-hop. Il réalise sa première tournée de neuf dates en Russie en 2015.  
Chacun de ses clips est un ovni visuel. Après Prorapsuperstar en avril puis Leave Me Alone en août 2015, ce dernier proposant un voyage parmi les marges estoniennes, celui de son titre Winaloto, en 2016, est considéré par les rédacteurs de Noisey comme faisant passer Die Antwoord pour « des petits joueurs », son esthétique rappelant pour certains passages le film Society de Brian Yuzna. Le 20 novembre 2024, Tommy Cash sort son troisième EP, High Fashion.
Le 6 novembre 2024, Cash est annoncé comme l'un des participants à Eesti Laul 2025, la sélection de l'Estonie pour le Concours Eurovision de la chanson 2025, avec la chanson Espresso macchiato. La chanson est sortie le 7 décembre 2024. Le 15 février 2025, il remporte le concours et par conséquent devient le représentant de l'Estonie au Concours Eurovision de la chanson 2025. Il remportera la 3ème place en recevant 98 points du jury et 258 points du public, finissant donc à 356 points, 1 point derrière Israël.